# サラッ・ティンギ駅
サラッ・ティンギ駅（サラッティンギえき、英: Salak Tinggi ERL station、マレー語: Stesen ERL Salak Tinggi）は、マレーシアセランゴール州セパンサラッ・ティンギにあるエクスプレス・レール・リンク (ERL) KLIAトランジットの駅である。
なお、KLIAエクスプレスの列車は通過駅となっている。

## 歴史
- 2002年4月14日 - KLIAトランジット開通に伴い開業。

## 駅構造
島式ホーム2面4線の地上駅。一体化されたホーム上の上屋および跨線橋の曲線形状が特徴となっている。

## 駅周辺
当駅は、森に囲まれた場所にあり、北側の直ぐ近くにERLメンテナンス・サポート (ERL Maintenance Support Sdn. Bhd.) 車両基地がある。南側には少し離れているがクアラ・ルンプール国際空港がある。
- セパン・インターナショナル・サーキット

## シャトルバス
当駅からクアラ・ルンプール国際空港の格安航空会社ターミナル (LCCT) へ直通するシャトルバスが、2009年9月15日より発着している。

## 隣の駅
エクスプレス・レール・リンク
■KLIAトランジット
プトラジャヤ・サイバージャヤ駅 - サラッ・ティンギ駅 - クアラ・ルンプール国際空港駅